# 王貽杰
王貽杰（16世紀—1640年代），字熊占，紹興府山陰縣人，明朝軍事人物。

## 生平
王貽杰十四歲時母親患病，他向神祈禱，割下大腿肉作湯羹給母親食用；崇禎九年（1636年）他中武舉人，次年（1637年）成武進士二甲第一名，獲授江西都使司同知。當時無為教舉事，巡撫解學龍徵召他剿滅，他說：「這事可以透過諭示解決。」任內他輯盜安民，四方多變故但境內安寧；不久他升任都指揮使，到鄱陽得病去世，得同僚給予賻金才能治喪，送回故鄉。

## 引用
1. 1 2  嘉慶《山陰縣志·卷十四·鄉賢二》：王貽杰，字熊占，年十四母病，禱於神，刲股為羹以進。長舉崇禎丁丑武進士，廷試二甲第一，授江西都使司同知。時無為教倡亂，巡撫解學龍檄勦之，貽杰曰：「此可諭而解也。」在官以輯盜安民，為任四方多故而境內恬然。擢掌本司印，回至鄱陽得疾卒，諸臺賻之喪始得歸。 《東山志》。案《東山志》貽杰餘姚人，今據選舉卷補。
2. ↑  嘉慶《山陰縣志·卷十·選舉一》：王貽杰……以上（崇禎）丙子科（武舉人）